# Heri Tshiyoyo
Heritier Ngalamulume (nacido en Kinshasa, República Democrática del Congo, el 22 de julio de 2000) más conocido como Heri Tshiyoyo, es un jugador de baloncesto congoleño que actualmente pertenece a la plantilla del CB Prat de la LEB Plata. Con 2,06 metros de altura juega en la posición de pívot. 

## Trayectoria
Nacido en Kinsasa (República Democrática del Congo), es un jugador formado en la cantera del Santo Domingo y en la temporada 2015-2016 ingresa en la cantera del Real Madrid Baloncesto para formar parte del cadete "A".
En la siguiente temporada forma parte del equipo júnior del conjunto blanco y en la temporada 2018-19 disputar partidos con el Real Madrid Baloncesto "B" de Liga EBA.
En la temporada 2019-2020, decide dar el salto a Estados Unidos para jugar en el Ranger College. 
En la temporada 2020-21, ingresa en la Universidad Estatal Tarleton, institución académica ubicada en Stephenville, Texas, con el que disputa la División I de la NCAA con los Tarleton State Texans.
En la temporada 2021-22, se enrola en la Universidad William Jewell, con el que disputa dos temporadas la División II de la NCAA con los William Jewell Cardinals, desde 2021 a 2023.
El 5 de agosto de 2023, se incorpora al CB Prat de la Liga LEB Plata.